# المعهد الأمريكي للأغذية المجمدة
المعهد الأمريكي للأغذية المجمدة (بالإنجليزية: American Frozen Food Institute)‏ اختصارًا (AFFI) هو جمعية التجارة العالمية مقرها فرجينيا بالولايات المتحدة الأمريكية التي تعزز مصالح جميع قطاعات صناعة الأغذية المجمدة. يوحد المعهد الأمريكي للأغذية المجمدة الصناعة المتنوعة والضرورية بالطرق التالية.

## أهداف المعهد
- يدافع  المعهد الأمريكي للأغذية المجمدة عن مصالح السياسة العامة للصناعة أمام الكيانات التشريعية والتنظيمية
- يخدم المعهد الأمريكي للأغذية المجمدة كصوت الصناعة قبل المستهلكين وصانعي السياسات ووسائل الإعلام وكمصدر لأعضائها
- يعزز المعهد الأمريكي للأغذية المجمدة  تنمية الصناعة والنمو من خلال الربط الشبكي ، والبرامج التعليمية والبحثية والإحصائية ؛
- يعزز المعهد الأمريكي للأغذية المجمدة  زيادة استهلاك الأطعمة المجمدة.
- المعهد الأمريكي للأغذية المجمدة هي منظمة يحركها الأعضاء وتعمل بطريقة فعالة وفعالة وأخلاقية
- تأسس المعهد الأمريكي للأغذية المجمدة في عام 1942 ومقرها في ماكلين، فيرجينيا.
- والشركات التابعة لها هي:  التحالف من اجل منع مؤسسة باللستيريا للاغذية المجمدة واللبن الرابطة الوطنية

## وصلات خارجية
- الموقع الرسمي